# Analyse fonctionnelle (psychologie)
 (avril 2013).
Si vous disposez d'ouvrages ou d'articles de référence ou si vous connaissez des sites web de qualité traitant du thème abordé ici, merci de compléter l'article en donnant les références utiles à sa vérifiabilité et en les liant à la section « Notes et références ».
Pour les articles homonymes, voir Analyse fonctionnelle.
L'analyse fonctionnelle est utilisée en psychothérapie cognitivo-comportementale afin de déterminer quel problème traiter, et de quelle manière. C'est la première étape d'une telle psychothérapie, déterminant la suite, donc le succès ou l'échec de la thérapie. 
L'analyse fonctionnelle tenant un tel rôle clé, les psychothérapeutes la développent rigoureusement. 
L'analyse fonctionnelle à proprement parler est une analyse qualitative, tant actuelle (ou synchronique) - c'est-à-dire concernant les problèmes actuels - qu'historique (ou diachronique) - autrement dit considérant les antécédents.

## Analyse qualitative
L'analyse qualitative doit répondre aux questions :
- Quel symptôme ?
- Où ?
- Pourquoi ?
- Comment ?

Le thérapeute et le patient déterminent, lors de longs entretiens, quels problèmes viser, et quelles sont les relations de ces problèmes avec l'environnement, les autres comportements, etc.

### Grilles d'analyse fonctionnelle
Les différentes grilles d'analyse fonctionnelle ont pour but d'aider thérapeute et patient à situer plus précisément les données. Si elles entretiennent ce point commun, leurs approches peuvent cependant différer. 

#### La grille de Kanfer et Saslow (SORC)
Le Schéma SORC : Stimulus - Organisme - Réponse - Conséquence est une grille simple. À noter : organisme désigne ici tant les aspects physiques que cognitifs. Les conséquences d'un symptôme peuvent également être positives, par exemple réassurance de la part de l'entourage, ce qui pose le problème de bénéfice secondaire. 
- Cette grille demeure le modèle de l'analyse fonctionnelle.

#### BASIC IDEA
Cette grille se veut particulièrement complète.
- La grille est d'abord développée en 1973, par Arnold Lazarus, sous la forme BASIC ID[1]. Jean Cottraux et Evelyne Mollard y adjoindront les deux derniers éléments en 1985[2].
  - behaviour : le comportement.
  - affect : les émotions qui accompagnent le comportement.
  - sensation : par exemple des sensations de tension, là encore accompagnant le comportement.
  - imagery : l'imagerie mentale.
  - cognition : les idées et croyances.
  - interpersonal : le contexte relationnel.
  - drugs : les médicaments et drogues consommés.
  - expectation : ce que le patient attend de la thérapie.
  - attitude : l'attitude du thérapeute face au patient, rappelant le concept, en psychanalyse, de contre-transfert.

#### SECCA:stimulus emotion cognition comportement anticipation
La grille SECCA, proposée par Cottraux en 1990, a pour ambition d'être aussi complète que la BASIC IDEA, mais en soulignant cette fois les interactions entre les différents éléments. 

Elle se base sur les deux aspects, synchroniques et diachroniques.
- Synchronie

Anticipation 

|

Situation 

|

Emotion ↔ Croyance personnelle 

| 

Comportement ↔ Cognitions ↔ Imagerie 

|

Conséquences

- Diachronie
  - Données structurales : génétiques / personnalité
  - Facteurs historiques de maintien
  - Facteurs déclenchants initiaux invoqués
  - Événements précipitant les troubles
  - Autres problèmes
  - Traitements précédents
  - Maladies physiques

#### ABC:Antécédent, Comportement (Behavior), Conséquence
Le schéma ABC est utilisé dans l'analyse du comportement appliquée. L'unité d'observation est le comportement, décrit selon plusieurs critères avec précision. Un quatrième terme peut être utilisé : la situation dans laquelle se produit la séquence ABC.
- Antécédent : élément qui précède le comportement cible, qui le déclenche.
- Comportement : réponse du sujet à l'antécédent.
- Conséquence : élément qui contrôle les occurrences ultérieures du comportement cible. C'est cet élément qui sera modifié par le thérapeute pour agir sur le comportement cible.

## Analyse quantitative
Les analyses quantitatives sont l'un des pôles de l'analyse fonctionnelle. De telles mesures sont également employées en fin de traitement (et alors liées au problème indiqué plus bas, de l'évaluation des psychothérapies), ainsi qu'en cours de suivi, par exemple un an après la fin du traitement. Enfin, on peut employer ces mesures en cours de traitement. 

### Mesures directes
- Fréquence de la réponse : il s'agit simplement de noter combien de fois survient un comportement donné, sur une période donnée.
- Mesure directe de l'évitement : le sujet est placé devant des activités qu'il redoute ; est noté s'il peut y faire face ou non et, dans le cas d'une réussite, quel niveau d'anxiété cela provoque (entre 0 et 8).
- Échantillonnage de temps : cette mesure est associée à la recherche, plus précisément l'observation (statistique) de comportements. Il s'agit de soignants au sein d'un hôpital qui observent, à heures fixes, des comportements particuliers. Les patients - et soignants - observés sont tirés au hasard.

### Auto-enregistrement
Le sujet enregistre lui-même ses comportements à problèmes. Il va par exemple noter l'heure et le contexte de chaque cigarette qu'il fume. Dans ce cas, il arrive que la mesure modifie le comportement. 
L'auto-enregistrement peut impliquer des notes que fera le patient.

### Mesures psychophysiologiques et neuropsychologiques
Ces mesures sont surtout utilisées dans le cadre de recherches. Il s'agit d'utiliser les outils tels que les tests issus de la neuropsychologie. 
Il peut s'agir de mesurer, également, le rythme cardiaque, etc.
Le principe est de mettre en relation ces mesures avec les événements qui accompagnaient les données physiologiques ou neuropsychologiques.

### Échelles d'évaluation
- Auto-évaluation

On peut procéder à partir de questionnaires standardisés, sélectionnés selon leur qualité métrologique, l'objectif recherché et les conditions d'évaluation. 
- Hétéro-évaluation

L'évaluation est cette fois réalisée par une autre personne que le patient : membre de la famille, éducateur, enseignant, infirmier... On utilise là encore des échelles d'hétéro-évaluation.

### Autres
- Questionnaires de personnalité
- Enregistrement vidéo (il peut alors s'agir de tester le thérapeute)